# Fadyenia hookeri
Fadyenia hookeri là một loài thực vật có mạch trong họ Dryopteridaceae. Loài này được (Sweet) Maxon miêu tả khoa học đầu tiên năm 1908.